# Kurt Herbert
Kurt Herbert (* 14. Dezember 1905 in Beesenlaublingen; † 29. Juni 1966) war ein deutscher Politiker (DP)
Herbert arbeitete als Abteilungsleiter. Er engagierte sich in der Nachkriegszeit bei der Deutschen Partei. Bei der Bürgerschaftswahl in Hamburg 1953 wurde er auf der Liste des Hamburg-Blocks (HB) in die Hamburgische Bürgerschaft gewählt. Die Bürgerschaft wählte ihn zum Mitglied der zweiten Bundesversammlung, die 1954 Theodor Heuss zum Bundespräsident wiederwählte. Als die Deutsche Partei nach Auflösung des HB bei der Bürgerschaftswahl in Hamburg 1957 wieder eigenständig kandidierte, scheiterte sie an der Fünf-Prozent-Hürde und Herbert schied aus dem Landesparlament aus. Neben seiner Zugehörigkeit zur Bürgerschaft war der in Rahlstedt wohnende Herbert 1953 ebenfalls auf der HB-Liste auch in die Bezirksversammlung Wandsbek gewählt worden. Obwohl die DP hier 1957 die Sperrklausel überwinden konnte, schied Herbert auch aus der Bezirksversammlung aus, da die DP nur zwei der 50 Bezirksabgeordneten stellen konnte.